# Otamatone

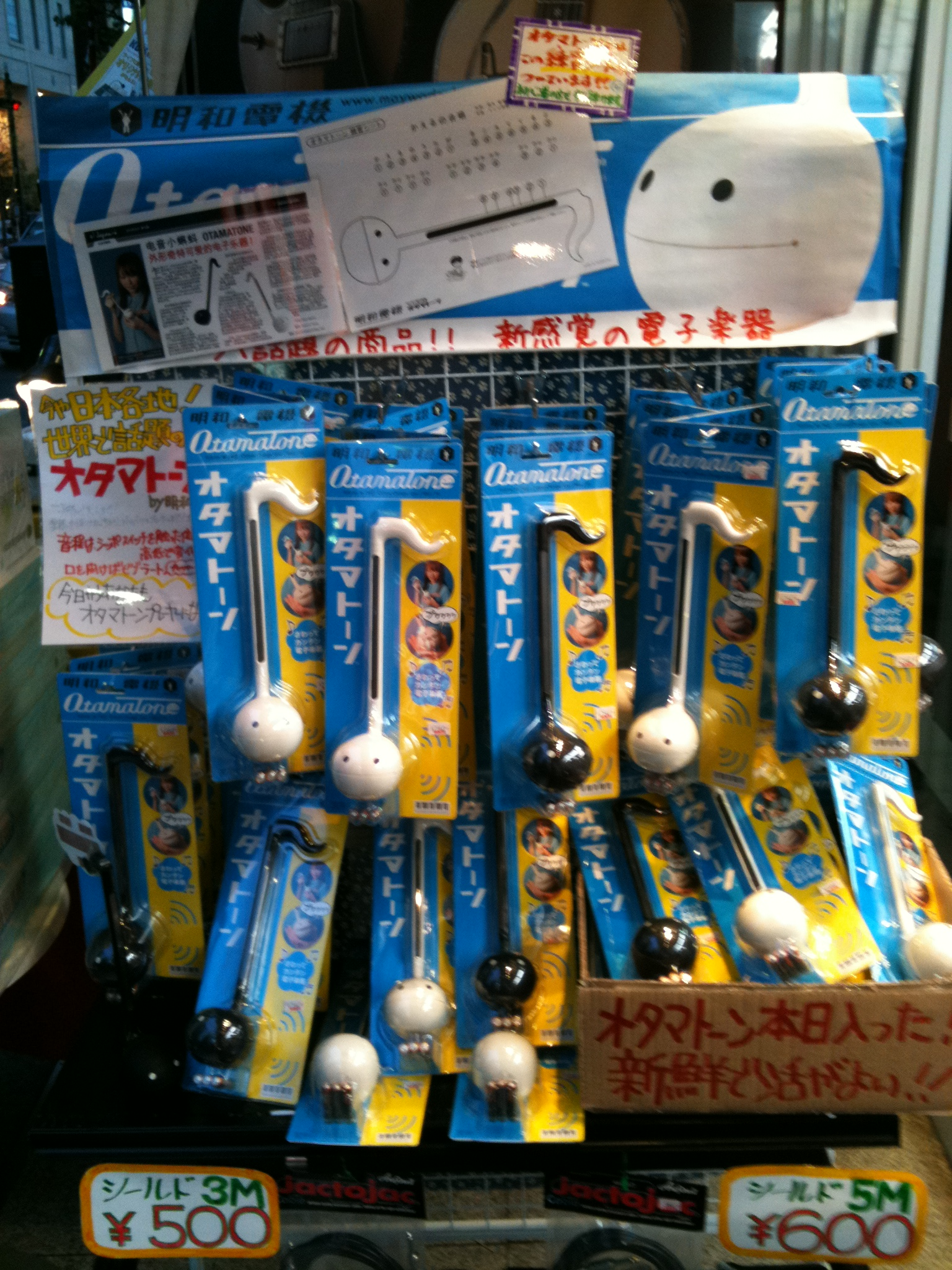
Versiones de otamatone a un escaparate.

Otamatone es el nombre de un instrumento de música electrónica desarrollado en Japón por la compañía de juguetes japonesa Cube Works colaborando con Maywa Denki, un grupo de artistas formado por los hermanos Masamichi y Nobumichi Tosa.

## Descripción y funcionamiento
El otamatone es un instrumento musical de origen japonés que tiene el cuerpo forma de corchea, con una «boca» sobre la cabeza de la nota musical. Para tocar música, hay que utilizar las dos manos: una mano sostiene y ensancha la «cabeza», la otra controla el tono de la nota al deslizar el dedo en toda la longitud de una barra que actúa como el diapasón de un violín; una posición más elevada sobre el diapasón produce un tono más grave. La variación de la presión sobre la cabeza (abriendo y cerrando la «boca» del instrumento) crea un efecto de wah-wah, y sacudiendo el «cuello» (variando ligeramente la presión sobre la «cabeza») crea un efecto de vibrato. Los botones en la parte posterior de la «cabeza» permiten cambiar el tono de las notas, apagar y encender el otamatone, o regular el volumen.

## Popularidad e invención
El otamatone fue inventado en 1998, pero no salió al mercado en ese entonces, y en 2009, fue presentado para la feria de juguetes japonesa de ese mismo año.

## Modelos
El Otamatone en algunas ocasiones toma distintos colores en los modelos, con aspectos verdes, azules, rosas, negros, blancos etc.
Aquellas ediciones toman los aspectos del personaje Kirby, un ninja, o personajes al azar,
Regular: Funcionamiento Común. 
Digital (Descontinuado): La barra negra del instrumento se transforma en un teclado (piano) y puedes cambiarlo a modos Rock, Percusión y Normal.
Deluxe: Edición más grande, contiene un collar para colocartelo y tocar el instrumento, además de conectarlo a un amplificador. Puedes moderar el volumen.
Techno: Mismo tamaño del Deluxe, pero puede conectarse a “Otamatone Studio”, app cual permite personalizar el sonido del Otamatone.
Neo: Misma función del Techno, pero de un tamaño un poco más agrandado al Regular (Normal).
Jumbo: Edición enorme, pero hay un dispositivo que mueve la cara del Otamatone, no a la venta.
Melody: Tamaño reducido al común, con un botón que produce el sonido de la nota de una canción seleccionada.

## Otamatone Melody
El Otamatone Melody, conocido por ser una edición en miniatura, es una edición otamatone en la que no tiene la barra de notas, en cambio hay un botón que se toca varias veces para reproducir la canción seleccionada.
Contiene dos botones, el primero reproduce automáticamente la canción, y si se presiona por mucho tiempo, modifica la octava, mientras que el segundo, selecciona la canción.
El Otamatone Melody es capaz de tocar las siguientes melodías: (traducidas)
Coro de la rana
Mangas verdes
Eine kleine Nachtmusik
El reloj de mi abuelo
Brilla, Brilla, Estrellita
Incy Wincy Araña
Für Elise
Marcha Nupcial
Noche de paz
Sinfonía N° 9 de Ludwig van Beethoven
Canción escocesa tradicional de despedida